# Theobald (Bischof von Straßburg)

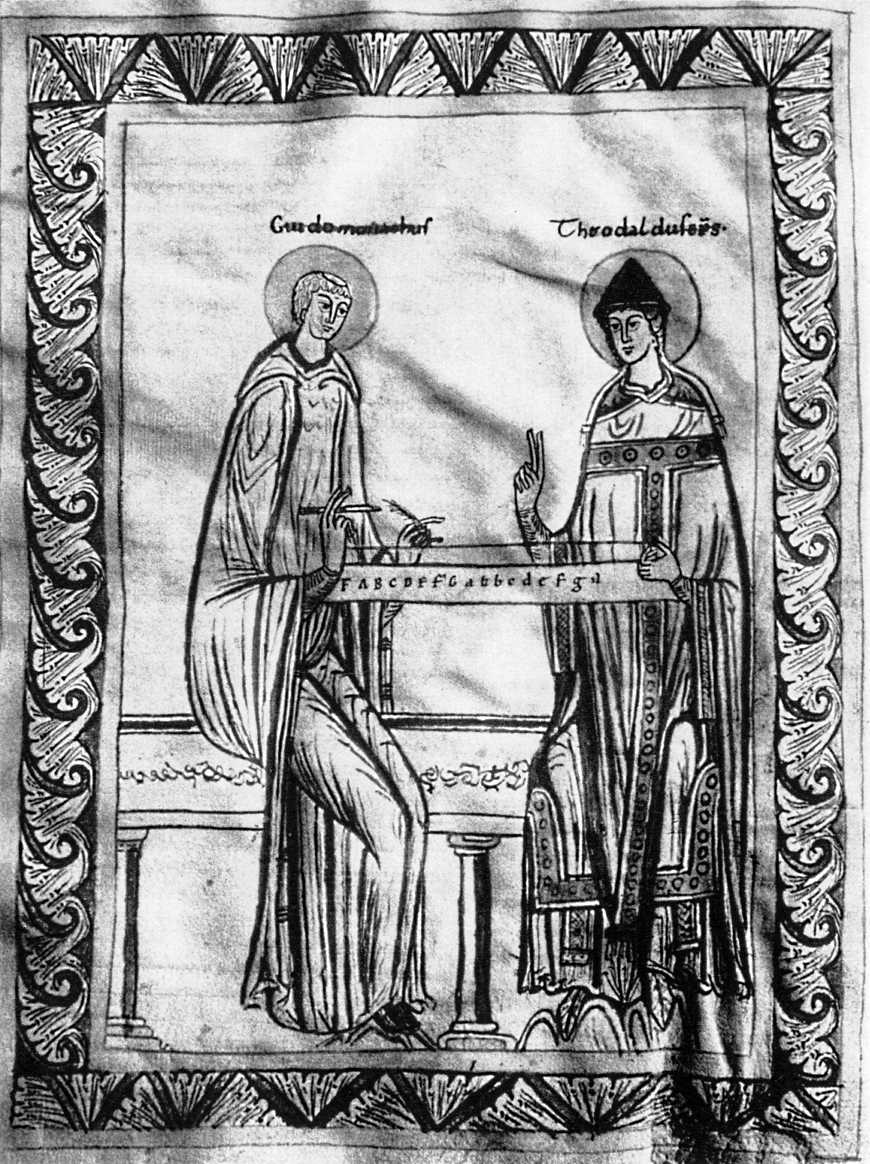
Guido von Arezzo (* um 992; † 1050, links) unterweist Theobald (rechts) an einem Monochord.
Wien, Österreichische Nationalbibliothek, 12. Jahrhundert.

Theobald (* 11. Jahrhundert; † 2. August 1082) war der Bischof von Straßburg unter dem Pontifikat von Gregor VII. und der Herrschaft von König Heinrich IV. Sein Bischofsamt dauerte lediglich drei Jahre von 1079 bis 1082. Er war Nachfolger des vom Papst wegen angeblicher Simonie abgesetzten Bischofs Werner II. von Achalm, der sich vor seinem Tod mit dem Papst nicht versöhnen konnte. Wie die Mehrzahl der Bischöfe der Reichskirche ergriff auch Theobald im Investiturstreit Partei für den König. Bei der Reformpartei, die nicht nur die Kurie in Rom beherrschte, sondern auch in Frankreich und den westlichen Grenzgebieten des Reichs viele Anhänger hatte, geriet das Bistum wegen seiner Bischöfe in Verruf.

## Leben und Wirken
Theobald oder Dietpold war Domherr zu Speyer, als er von Heinrich IV. auf den bischöflichen Stuhl Straßburgs befördert wurde.
Er nahm an dem Konzil von Fürstbistum Brixen im Jahre 1080 teil, wo Papst Gregor erneut von einem Kollegium opponierender Bischöfe, Kardinäle und Fürsten für abgesetzt erklärt wurde. An seiner Stelle wurde der Erzbischof von Ravenna, Wibert von Ravenna, zum Papst Clemens III. nominiert und nach Heinrichs Italienzug 1084 in Rom gewählt und als Gegenpapst inthronisiert.
Den Quellen nach zu urteilen, hat dieser Bischof wenig für das Hochstift bewirkt. Von der älteren Kirchengeschichtsschreibung wurde er wegen seiner königstreuen Haltung manchmal als unkirchlich gesinnt dargestellt. In den Wirren des Investiturstreits fand Theobald wie seine Vorgänger keine Gelegenheit, den Straßburger Pfundpfenning zu prägen. Chroniken zufolge waren in der Regierungszeit der Bischöfe Werner, Theobald und Otto in der Stadt auch fremdartige Münzen in Umlauf.